# Especificacions tècniques de PlayStation 4

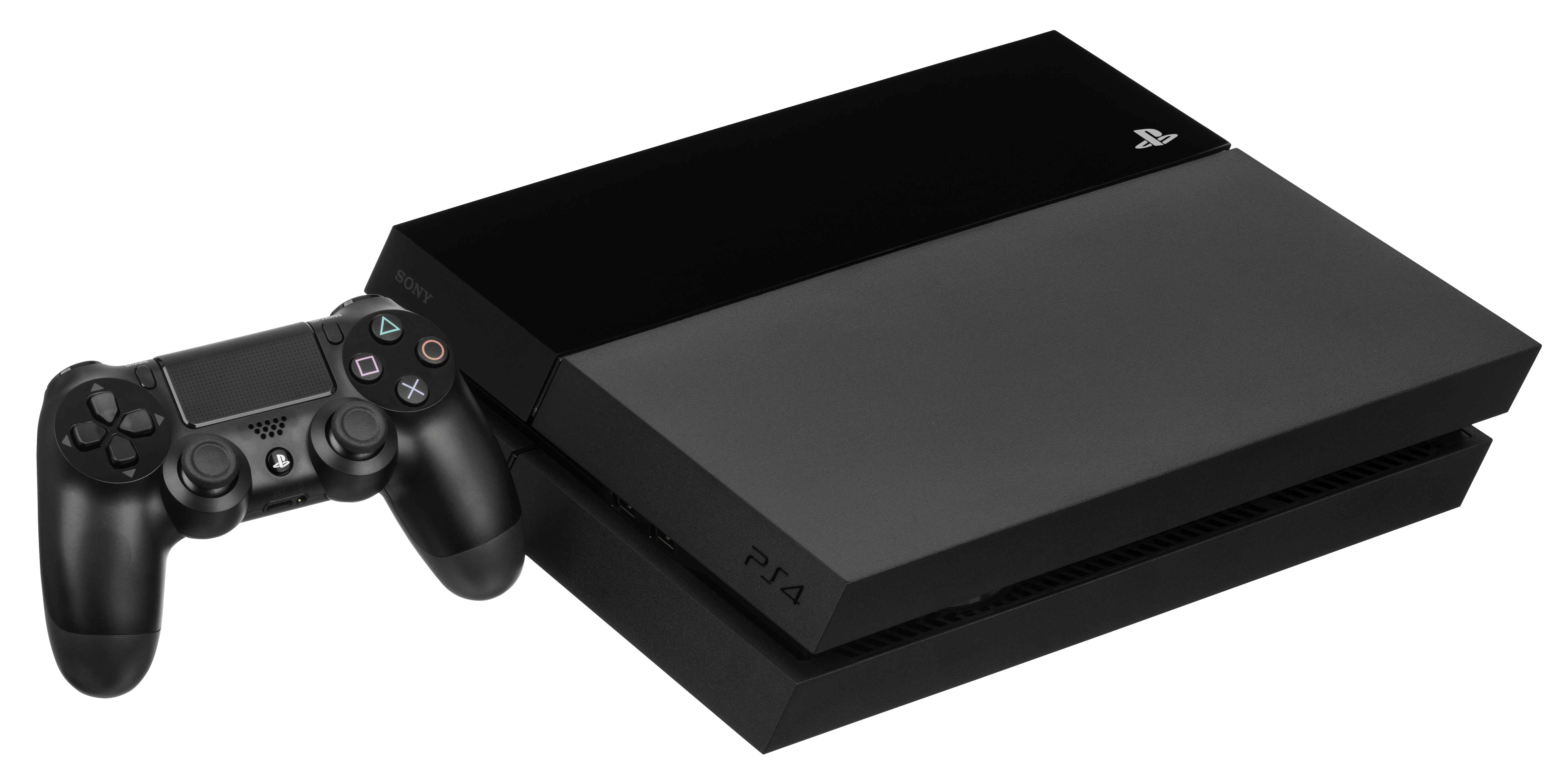
La consola de jocs PlayStation 4 (PS4) fabricada per Sony. Llançat el 15-11-2013 a Amèrica del Nord és un sistema de vuitena generació i competeix amb la Microsoft Xbox One i la Nintendo Wii U. Aquesta consola es mostra amb el controlador DualShock 4 que s'inclou amb el sistema.

Les especificacions tècniques de PlayStation 4 descriuen els diferents components de maquinari del grup de consoles de videojocs domèstics PlayStation 4. Des del llançament inicial de la PlayStation 4 s'han llançat diverses versions d'aquesta consola, incloent la PlayStation 4 Slim i la PlayStation 4 Pro. Les versions posteriors inclouen canvis a les especificacions tècniques de la consola.

## Versions
Els PS4 HDD de 420 GB llançats originalment tenien números de sèrie del fabricant de la forma CUH-10 XX A; una modificació menor amb una forma diferent d'antena Wi-Fi Microstrip es va registrar a mitjans de 2014 com a números de peça CUH-11 XX A.
El 2015, la sèrie CUH-12 com a variants CUH-1215A i CUH-1215B (amb 500 GB i 1 TB d'emmagatzematge respectivament) van ser certificades als EUA per la FCC. Les diferències entre les sèries CUH-11 i CUH-12 incloïen una reducció de la potència nominal de 250W a 230W, una reducció de pes de 2,8 a 2,5 kg, i botons físics. La sèrie CUH-12xx també es coneix com la variant del "xassís C" de la PS4.

A finals de juny de 2015, es va anunciar una màquina de la sèrie CUH-11 d'1 TB per als mercats europeus/PAL.
La sèrie CUH-1200 es va anunciar oficialment el juny de 2015, llançant-se primer al Japó i després a tot el món. Els canvis al disseny inclouen una coberta de disc dur negre mat que substitueix la versió original de negre brillant. Altres canvis menors al disseny van incloure botons mecànics que substituïen els sensibles al tacte electroestàtics i un indicador LED més curt però més brillant a la superfície superior de la consola. Internament, la sèrie CUH-12 va incloure una sèrie de canvis menors, inclòs el canvi a 8 mòduls de memòria d'1 GB (des d'uns 16 mòduls anteriors de 512 MB).
En un esdeveniment oficial de PlayStation a Nova York (EUA) el setembre de 2016, Sony va anunciar oficialment una nova PS4 redissenyada, la sèrie CUH-2000, (coneguda col·loquialment com "PS4 slim") a la venda a partir del 15 de setembre a 299 $, 299 €, £ 259 o 29.980 iens per al model bàsic de 500 GB. Segons un comunicat de premsa de Sony, el nou model (CUH-2000) era un 16% més lleuger i utilitzava un 28% menys d'energia que la sèrie CUH-1200. També es va anunciar un model d'1 TB a 34.980 iens. En el mateix esdeveniment també es va anunciar una variant més potent, anomenada "PS4 Pro", dissenyada per a pantalles 4K i HDR. Els models anteriors de PS4 van rebre suport HDR amb System Software 4.00.

## PlayStation 4 Pro

Imatge de l'APU AMD Jaguar Polaris de 16 nm utilitzada a la PS4 Pro

La PS4 Pro actualitzada (originalment amb el nom en codi "Neo", codi de producte CUH-7000) utilitzava una APU més potent construïda amb un 16 nm procés FinFET de TSMC. Tot i que el nombre de nuclis de processador lògic (8) no va canviar, la seva velocitat de rellotge de la CPU va augmentar d'1,6 GHz a 2,13 GHz (una millora del 33,1% en la freqüència de rellotge del nucli de la CPU), però amb l'arquitectura subjacent sense canvis. El nombre d'unitats de càlcul de gràfics a l'APU es va duplicar a 36 unitats de càlcul Graphics Core Next (GCN) (de 18), amb un augment de la velocitat del rellotge a 911 MHz (a partir de 800 MHz), resultant en una mètrica teòrica de rendiment de coma flotant de precisió única de 4,19 TeraFLOPs. En comparació amb la GPU PS4 original, es tracta d'un augment de 2,27 vegades en els FLOP de precisió única. Les millores en els càlculs de flotació variable de la GPU de 16 bits derivats de la nova arquitectura AMD Vega fan que la PS4 Pro tingui un rendiment teòric de punt flotant de mitja precisió de 8,39 TeraFLOP.
Una segona actualització de maquinari menor, amb el número de model CUH-7200, es va llançar per primera vegada en paquets amb Red Dead Redemption 2 el novembre de 2018. La versió més nova, d'una altra manera equivalent funcionalment al CUH-7000, té un connector d'alimentació diferent i utilitzava un ventilador més silenciós, que, segons Digital Foundry, va fer una diferència de "nit i dia" en el nivell de soroll, similar a les millores de el CUH-7100. Va treure poder constantment a 170 W, mentre que el 7000, mentre que està classificat en 170 W, té pics breus fins a 177 W. Tanmateix, el ventilador de la consola més recent va funcionar una mica més lent i es va fer una mica més calent que el model 7000 per obtenir aquesta millora. El model CUH-7000 pot aconseguir un nivell de soroll similar al model CUH-7200 quan es substitueix la pasta tèrmica de la CPU i es netegen el dissipador de calor i el ventilador. Quan es fa amb cura i correctament, el procediment té un risc baix o mitjà i triga entre quinze minuts i dues hores depenent de l'habilitat i familiaritat de cadascú amb la consola.

## Processadors i memòria
La PlayStation 4 utilitza una unitat de processament accelerat (APU) semipersonalitzada desenvolupada per AMD en cooperació amb Sony i fabricada per TSMC en un node de procés de 28 nm. La seva APU és un únic xip que combina una unitat central de processament (CPU) i una unitat de processament gràfic (GPU), així com altres components com un controlador de memòria i un descodificador/codificador de vídeo. La consola també inclou xips personalitzats secundaris que gestionen les tasques associades amb la descàrrega, la càrrega i el joc social. Aquestes tasques es poden gestionar perfectament en segon pla durant el joc o mentre el sistema està en mode de repòs.
Tot i que no es coneix gaire públicament de les capacitats d'àudio de la PS4, la consola també conté un mòdul d'àudio de maquinari dedicat, que pot suportar el xat dins del joc amb recursos externs mínims, així com "un nombre molt gran" de fluxos MP3 per utilitzar-los en àudio del joc.

### APU
L'APU principal (lançament de 2013) té una mida de matriu de 19 per 18.3 mm (0.75 per 0.72 in), amb GPU, CPU i controladors de memòria a la mateixa matriu. Les APU de la versió de llançament de 2013 contenien 20 unitats de càlcul GCN a la matriu, es creu que dues de les quals estaven presents per proporcionar redundància per millorar el rendiment de fabricació. Les CPU i les memòries cau de CPU representen aproximadament el 15% de l'àrea del xip i les unitats de càlcul de la GPU ocupen aproximadament el 33% dels 348 mm2 (0.539 sq in) zona de la matriu.
| Dispositiu | CPU    | CPU                         | CPU        | CPU            | CPU    |
| Dispositiu | µArc   | Nuclis                      | Freqüència | Memòria cau L2 | GFLOPS |
| ---------- | ------ | --------------------------- | ---------- | -------------- | ------ |
| PS4        | Jaguar | Dos mòduls de quatre nuclis | 1.6 GHz    | 2 × 2 MB       | 102.4  |
| PS4 Pro    | Jaguar | Dos mòduls de quatre nuclis | 2.13 GHz   | 2 × 2 MB       | 134.4  |

#### Unitats centrals de processament
La unitat de processament central (CPU) consta de dos mòduls de quatre nuclis x86-64 per a un total de vuit nuclis, que es basen en l'arquitectura de CPU Jaguar d'AMD. Cada nucli en té 32 kB L1 d'instruccions i memòria cau de dades, amb una compartida 2 memòria cau MB L2 per mòdul de quatre nuclis. Es diu la velocitat de rellotge base de la CPU per ser 1.6 GHz. Això produeix un rendiment màxim teòric de 102,4 SP GFLOPS.

#### Unitat de processament gràfic
Especificacions de la GPU:
- 1152 processadors de flux
- 72 unitats de mapatge de textura
- 32 operadors ràster
- 18 unitats de càlcul
- 8 unitats de càlcul asíncrones (64 cues)
- 1.843 teraFLOPs

La unitat de processament gràfic (GPU) és l'arquitectura Radeon GCN d'AMD compatible amb GPGPU, que consta de 18 unitats de càlcul (CU) per a un total de 1.152 nuclis (64 nuclis per CU), que produeix un rendiment màxim teòric d'1,84 TFLOPS. Aquesta potència de processament es pot utilitzar per a gràfics, simulacions de física o una combinació d'ambdós, o qualsevol altra tasca adequada per a la informàtica de propòsit general. La GPU es basa principalment en l'arquitectura Bonaire utilitzant la tecnologia GCN 1.1. La GPU PS4 no té cap VRAM, perquè utilitza la memòria RAM del sistema per a les operacions gràfiques.

#### Unitat de processament d'àudio
Compartir la matriu amb la resta de components de l'APU és un bloc SIP de processament de senyal digital que és idèntic a AMD TrueAudio o comparteix una certa similitud amb ell.

#### Controlador de memòria
La resta del microxip consta del controlador de memòria individual, que és compartit per la CPU i la GPU i alguna lògica addicional relacionada amb l'accés a la memòria. Amb AMD com a membre fundador i Sony col·laborador de la HSA Foundation, el nucli de la PlayStation 4 admet diverses de les característiques promogudes per l'arquitectura de sistemes heterogenis, com ara hUMA (Accés heterogeni a la memòria uniforme). Això significa que la memòria del sistema no està particionada, de manera que una part d'ella està disponible exclusivament per a la GPU, però està unificada, per tant permet la còpia zero del maquinari.